# Thịt chế biến sẵn

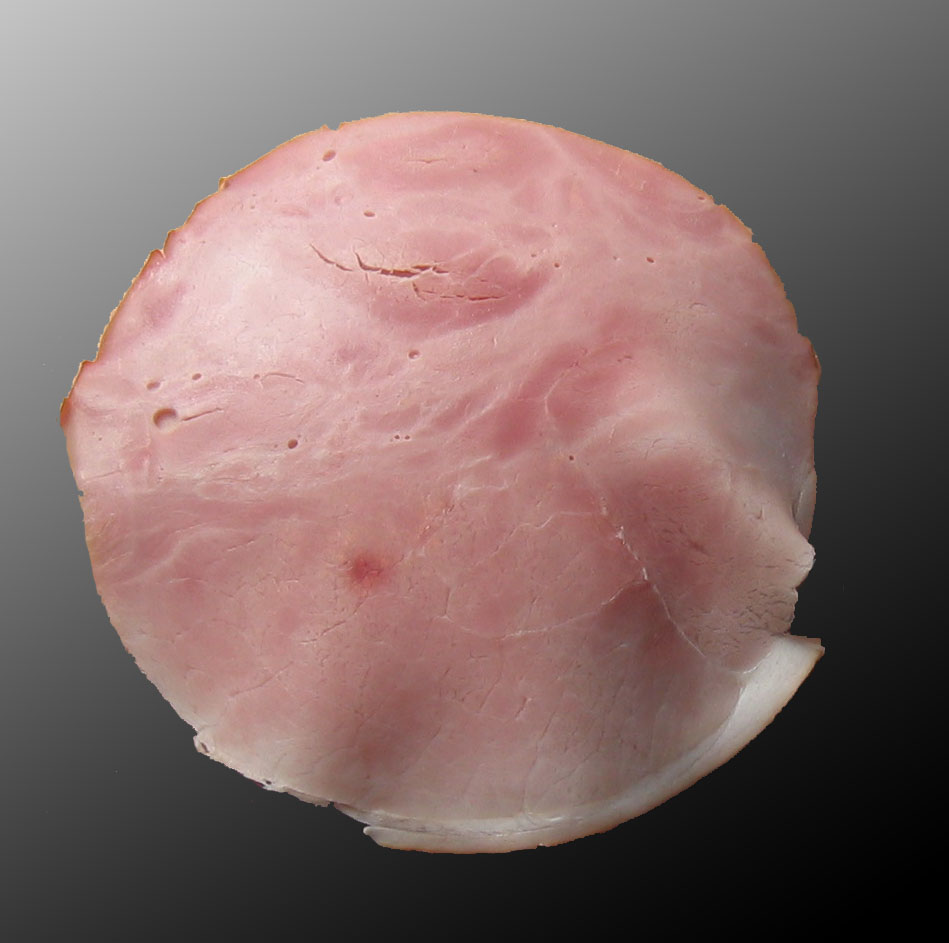
Thịt nguội một dạng thịt chế biến sẵn thông dụng

Thịt chế biến sẵn hay thịt chế biến hay còn gọi là thịt nguội được dùng để chỉ các loại thịt được chế biến để cải thiện mùi vị hoặc thời hạn bảo quản với các phương pháp như muối, lên men hoặc xông khói. Nguyên liệu của thịt chế biến sẵn thường là heo bò, nhưng cũng có khi là thịt gia cầm, hoặc nội tạng, phế phẩm như máu. Thịt chế biến sẵn bao gồm thịt muối, thịt nguội hay giăm bông, thịt hộp, xúc xích, khô bò, salami và những thứ nước sốt có chứa thịt. Quá trình chế biến thịt bao gồm tất cả các bước thay đổi thịt tươi sống, ngoại trừ quá trình cơ học đơn giản như cắt, xay hoặc trộn. Theo Tổ chức Y tế Thế giới (WHO), một người tiêu thụ 50 gam thịt chế biến mỗi ngày, tức là ít hơn 2 lát thịt chế biến, tăng 18% nguy cơ mắc ung thư. Tổ chức IARC tại WHO đưa thịt chế biến vào Nhóm 1, tác nhân gây ung thư cho con người, vì họ đã thu gom nhiều bằng chứng rằng tiêu thụ thịt chế biến sẵn tăng khả năng gây ung thư ruột.

## Lịch sử

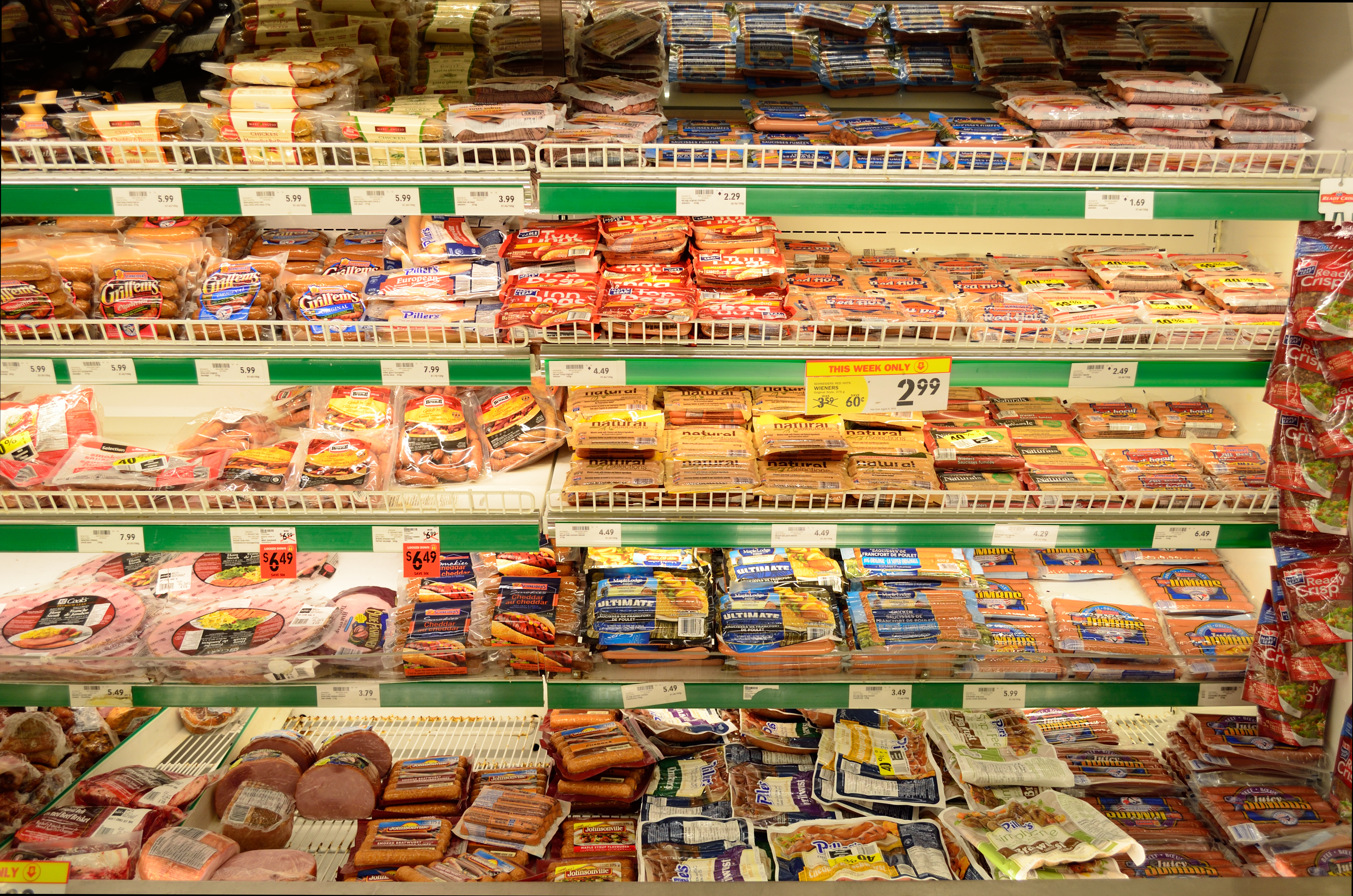
Những loại thịt chế biến sẵn được bày bán ở cửa hàng thực phẩm

Công nghệ chế biến thịt bắt đầu khi người ta nhận ra rằng quá trình nấu chín và ướp muối có thể kéo dài thời gian sử dụng của thịt tươi sống. Không biết công nghệ này bắt đầu từ bao giờ nhưng người ta biết rằng, quá trình muối thịt và phơi khô dưới ánh mặt trời đã được ghi chép lại trong tài liệu về Ai Cập Cổ đại; biện pháp sử dụng đá và tuyết được cho là bắt đầu từ thời kì đầu của La Mã; còn quá trình đóng hộp được phát triển bởi Nicolas Appert, người nhận giải thưởng của chính phủ Pháp vào năm 1810 cho quá trình này. Chất bảo quản muối natri nitrite (E250) (trộn chung với muối thường trong quá trình bảo quản) được biết đến với vai trò ức chế sự phát triển của vi khuẩn Clostridium botulinum trong quá trình chế biến và trữ lạnh thịt. Mối bận tâm lớn về muối natri nitrite là khả năng tạo thành chất gây ung thư nitrosamines khi thịt chứa natri nitrite bị nấu cháy hay nấu quá lâu. Chất gây ung thư nitrosamines cũng có thể hình thành từ phản ứng của nitrite với gốc amin thứ (secondary amines, -NH-) trong điều kiện acid thấp (như dạ dày), cũng như trong vài quá trình muối chua thịt. Nitrate và nitrite có thể đến từ thức ăn có nguồn gốc thực vật lẫn động vật. 80% lượng nitrate người bình thường ăn vào có nguồn gốc từ thực vật, đặc biệt là thực vật cho lá và củ như rau spinach hay củ dền. Một phần nitrate được chuyển hóa thành nitrite trong cơ thể con người. Nitrite nhìn chung là được công nhận an toàn bởi U.S. Food and Drug Administration.